# Patinação artística nos Jogos Olímpicos de Inverno de 2018

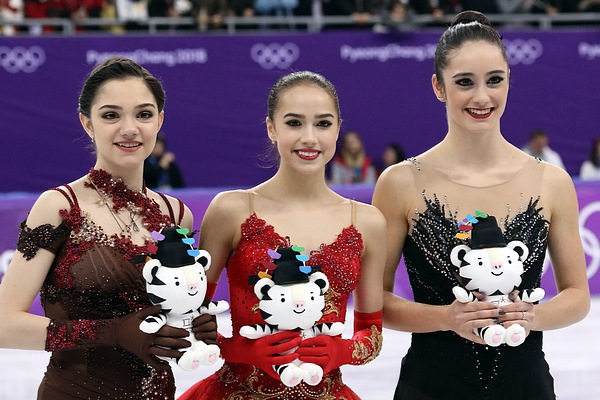
Medalhistas do individual feminino

As competições de patinação artística nos Jogos Olímpicos de Inverno de 2018 foram realizadas na Arena de Gelo Gangneung, localizado na subsede de Gangneung. Os cinco eventos ocorreram entre os dias 9 e 23 de fevereiro. Em 25 de fevereiro, último dia de competição dos Jogos, será a realização da exibição de gala.

## Programação
A seguir está a programação da competição para os cinco eventos da modalidade.
Horário local (UTC+9).
| Data            | Horário | Evento                                                                                   |
| --------------- | ------- | ---------------------------------------------------------------------------------------- |
| 9 de fevereiro  | 10:00   | Evento por equipes – programa curto (masculino & duplas)                                 |
| 11 de fevereiro | 10:00   | Evento por equipes – programa curto (dança no gelo & feminino) e programa livre (duplas) |
| 12 de fevereiro | 10:00   | Evento por equipes – programa livre (masculino, feminino & dança no gelo)                |
| 14 de fevereiro | 10:00   | Duplas – programa curto                                                                  |
| 15 de fevereiro | 10:30   | Duplas – programa livre                                                                  |
| 16 de fevereiro | 10:00   | Individual masculino – programa curto                                                    |
| 17 de fevereiro | 10:00   | Individual masculino – programa livre                                                    |
| 19 de fevereiro | 10:00   | Dança no gelo – programa curto                                                           |
| 20 de fevereiro | 10:00   | Dança no gelo – programa livre                                                           |
| 21 de fevereiro | 10:00   | Individual feminino – programa curto                                                     |
| 23 de fevereiro | 10:00   | Individual feminino – programa livre                                                     |
| 25 de fevereiro | 9:30    | Exibição de gala                                                                         |

## Medalhistas
| Evento                        | Ouro | Prata | Bronze |
| ----------------------------- | --- | --- | --- |
| Individual feminino detalhes  | Alina Zagitova OAR Atletas Olímpicos da Rússia                                                                     | Evgenia Medvedeva OAR Atletas Olímpicos da Rússia | Kaetlyn Osmond CAN Canadá |
| Individual masculino detalhes | Yuzuru Hanyu JPN Japão                                                                                             | Shoma Uno JPN Japão | Javier Fernández ESP Espanha |
| Duplas detalhes               | Aliona Savchenko Bruno Massot GER Alemanha                                                                         | Sui Wenjing Han Cong CHN China | Meagan Duhamel Eric Radford CAN Canadá |
| Dança no gelo detalhes        | Tessa Virtue Scott Moir CAN Canadá                                                                                 | Gabriella Papadakis Guillaume Cizeron FRA França | Maia Shibutani Alex Shibutani USA Estados Unidos |
| Equipes detalhes              | Kaetlyn Osmond[C] Gabrielle Daleman[L] Patrick Chan Meagan Duhamel Eric Radford Tessa Virtue Scott Moir CAN Canadá | Evgenia Medvedeva[C] Alina Zagitova[L] Mikhail Kolyada Evgenia Tarasova[C] Vladimir Morozov[C] Natalia Zabiiako[L] Alexander Enbert[L] Ekaterina Bobrova Dmitri Soloviev OAR Atletas Olímpicos da Rússia | Bradie Tennell[C] Mirai Nagasu[L] Nathan Chen[C] Adam Rippon[L] Alexa Scimeca Knierim Chris Knierim Maia Shibutani Alex Shibutani USA Estados Unidos |

C. ^ Competiram apenas no programa curto
L. ^ Competiram apenas no programa livre

## Quadro de medalhas
| Ordem | País                            | Medalha de ouro | Medalha de prata | Medalha de bronze |    | Ordem por total |
| ----- | ------------------------------- | --------------- | ---------------- | ----------------- | -- | --------------- |
| 1     | CAN Canadá                      | 2               |                  | 2                 | 4  | 1               |
| 2     | OAR Atletas Olímpicos da Rússia | 1               | 2                |                   | 3  | 2               |
| 3     | JPN Japão                       | 1               | 1                |                   | 2  | 3               |
| 4     | GER Alemanha                    | 1               |                  |                   | 1  | 5               |
| 5     | CHN China                       |                 | 1                |                   | 1  | 5               |
|       | FRA França                      |                 | 1                |                   | 1  | 5               |
| 7     | USA Estados Unidos              |                 |                  | 2                 | 2  | 3               |
| 8     | ESP Espanha                     |                 |                  | 1                 | 1  | 5               |
| TOTAL | TOTAL                           | 5               | 5                | 5                 | 15 | —               |